# Lythria deceptoria
Lythria deceptoria là một loài bướm đêm trong họ Geometridae.